# Monnaie
Monnaie – miejscowość i gmina we Francji, w Regionie Centralnym, w departamencie Indre i Loara.
Według danych na rok 1990 gminę zamieszkiwało 2829 osób, a gęstość zaludnienia wynosiła 72 osoby/km² (wśród 1842 gmin Regionu Centralnego Monnaie plasuje się na 125. miejscu pod względem liczby ludności, natomiast pod względem powierzchni na miejscu 181.).